# Surname-i Vehbi
Das Surname-i Vehbi (osmanisch سورنامه وهبی İA Sūr-nāme-i Vehbī; türkisch Vehbi Surnamesi ‚Festbuch des Vehbi‘) ist ein illuminiertes Manuskript aus der Bibliothek des Topkapı-Palasts in Istanbul. Geschaffen wurde es von Abdülcelil Çelebi, genannt Levnî, der Farbenprächtige, und dem Hofdichter (şehnameci) Seyyid Vehbi. Das mit 137 Miniaturen auf Doppelseiten prachtvoll illuminierte Werk beschreibt die Feierlichkeiten anlässlich der Beschneidung der vier Söhne von Ahmed III. Es ist das letzte illustrierte Manuskript, das für die herrschaftliche Schatzkammer der Osmanen in Auftrag gegeben wurde.

## Gattungsbegriff
Der Begriff Sūr-nāme beschreibt eine von Mehmed I. begründete Gattung von Preisliedern anlässlich offizieller Feierlichkeiten am Sultanshof. Sie wurden bis ins 19. Jahrhundert geschrieben. Bekannte weitere sūr-nāme sind das Surname-i Hümayun von Nakkaş Osman und Nâbis Veḳāʾiʿ-i ḫitān-ı şeh-zādegān-ı ḥażret-i sulṭān Meḥemmed Ġāzī, ein anlässlich der Beschneidung der Prinzen Mustafa und Ahmed verfasstes sūr-nāme. Andere bedeutende Autoren waren 'Abdî, Hazîn und Haşmet. Insgesamt sind 19 Sūr-nāme erhalten.

## Entstehung
Im Jahr 1720 ordnete Sultan Ahmed III. zu Ehren der Beschneidung seiner vier Söhne ein Fest von 50 Tagen Dauer an. Solche Feste waren am osmanischen Hof Brauch und unterstrichen durch öffentliche Speisungen, die Schenkung neuer Kleider und anderer Ehrengaben, Almosen und Schuldenerlasse die Rolle des Sultans als Grundherr und von Gott eingesetzter Souverän der osmanischen Ständeordnung. Ebenso war es Tradition, die Erinnerung an solche Feste in kunstvoll gestalteten Preisliedern festzuhalten. Das mit Miniaturen Levnîs geschmückte Manuskript wird in der Bibliothek des Topkapı-Palastmuseums in Istanbul aufbewahrt (TSMK, III. Ahmed, Inv.-Nr. 3593).

## Miniaturen
Die 137 Miniaturen sind jeweils auf einer Doppelseite angeordnet. In chronologischer Reihenfolge werden verschiedene Festbankette, Schaustellungen wie beispielsweise Bärenkämpfe (fol. 57b), Militärparaden und Paraden der Handwerkergilden, der Austausch von Geschenken und Feuerwerke abgebildet. Die Darstellung ist einerseits realistisch, andererseits sind besonders die Personen getreu dem osmanischen Miniaturstil in stereotypen Positionen abgebildet, die ihre gesellschaftliche Rolle darstellen. Im Gegensatz zum 200 Jahre älteren Surname-i Hümayun wird der Sultan inmitten anderer Personen auf gleicher Höhe dargestellt, sein Rang wird nur durch einen eigenen Sitzplatz und durch seine Kleidung betont. Im Surname-i Hümayun befindet sich der Sultan mit seiner Familie in einer Loge über dem Volk.

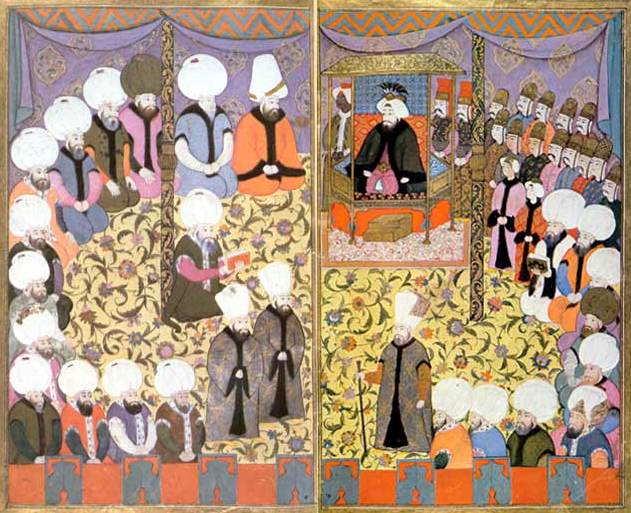
Surname-i Vehbi f. 51b
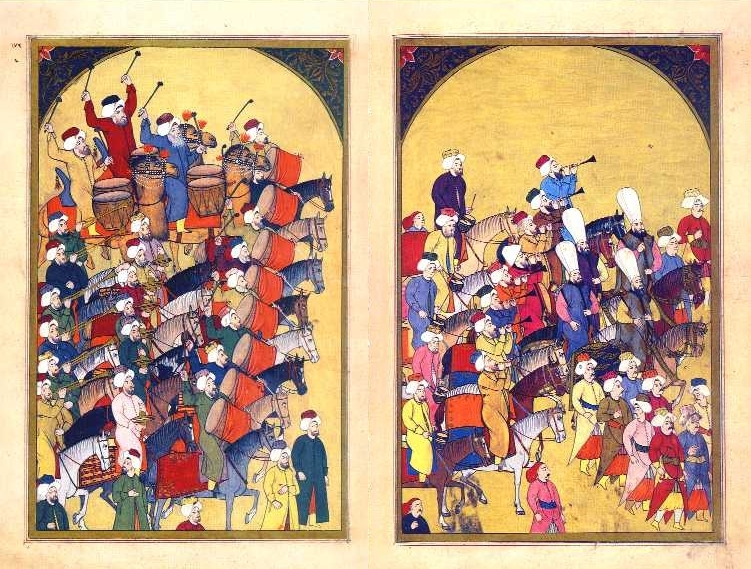
Mehterhâne, Surname-i Vehbi f. 171a, 172b (links)